# Maszabbe Sade
Maszabbe Sade (hebr. משאבי שדה; pisownia w ang. Mashabei Sadeh) – kibuc położony w Samorządzie Regionu Ramat ha-Negew, w Dystrykcie Południowym, w Izraelu. Członek Ruchu Kibuców (Ha-Tenu’a ha-Kibbucit).
Leży w środkowej części pustyni Negew.

## Historia
Kibuc został założony w 1947 i pierwotnie nazywał się Maszabim. Podczas wojny o niepodległość 1948 kibuc był atakowany przez wojska egipskie, jednak Izraelczycy się obronili. Po wojnie został on odbudowany i nazwany na cześć Itzhaka Sadeh, jednego z dowódców oddziałów Palmach.

## Gospodarka
Gospodarka kibucu opiera się na rolnictwie i turystyce. Rozwijane są tutaj technologie akwakultury.

## Komunikacja
Przy kibucu przebiega droga nr 40 (Kefar Sawa–Ketura).